# 鍵のない箱
『鍵のない箱』（かぎのないはこ）は、KinKi Kidsの34枚目のシングル。2014年11月12日発売。発売元はジャニーズ・エンタテイメント。

## 解説
前作『まだ涙にならない悲しみが/恋は匂へと散りぬるを』以来、約1年ぶりのシングル。前作と同じく初回限定盤A、初回限定盤B、通常盤の3形態での発売。

## チャート成績
2014年11月24日付のオリコン週間シングルランキングにて、初週15.4万枚を売り上げて初登場1位を記録した。自身の持つギネス世界記録の「デビューからのシングル連続首位記録」を34作に更新した。

## 収録曲

### 初回限定盤A
1. 鍵のない箱
（作詞：松井五郎　作曲：加藤裕介　編曲：鈴木雅也　コーラスアレンジ：Ko-saku）
日本テレビ系『スッキリ!!』2014年11月度テーマソング。
前作「まだ涙にならない悲しみが」に続き、作詞に松井五郎を迎えている。ジャニーズ・エンタテイメントの公式サイトには、「KinKi Kidsの王道ともいうべき、マイナーアップテンポの楽曲。メロディアスでキャッチ―なメロディーに、KinKi Kidsの哀愁感のあるエバーグリーンな世界の詩が見事にマッチした作品に仕上がっている」と紹介されている。
出版者：ブライト・ノート・ミュージック
2. 鍵のない箱 - Backing Track -

DVD（初回盤A）
1. 「鍵のない箱」Music Clip ＆ Making

### 初回限定盤B
1. 鍵のない箱
2. キラメキニシス
（作詞・作曲：堂島孝平　編曲：CHOKKAKU　コーラスアレンジ：Ko-saku）
出版者：ブライト・ノート・ミュージック

DVD（初回盤B）
1. 「鍵のない箱」music clip Another Ver. ＆ Making

### 通常盤
1. 鍵のない箱
2. No More Tears
（作詞：岡田マリア　作曲・編曲：DJ YUI , 和田昌哉）
出版者：ブライト・ノート・ミュージック
3. blue new moon
（作詞：ans. 作曲：YUMA　編曲：HΛL , furani　コーラスアレンジ：小田原友洋）
出版者：ブライト・ノート・ミュージック

## 楽曲の収録アルバム
- 鍵のない箱
  - N album
  - The BEST
- キラメキニシス

（アルバム未収録）
- No More Tears

（アルバム未収録）
- blue new moon

（アルバム未収録）

## 映像作品
鍵のない箱
- KinKi Kids Concert 「Memories & Moments」
- 2015-2016 Concert KinKi Kids

キラメキニシス
- KinKi Kids Concert 「Memories & Moments」
- 39 Very much